# Nanismo insulare
Il nanismo insulare è il processo di riduzione delle dimensioni di grossi animali (quasi sempre mammiferi), che avviene quando il loro pool genetico viene ristretto a causa di inincrocio, come accade ad esempio sulle isole, ma anche in foreste inaccessibili, valli isolate od oasi nel deserto. Questa tendenza all'incrocio diminuisce la variabilità e aumenta le possibilità di avere malattie genetiche dovute ad alleli recessivi.

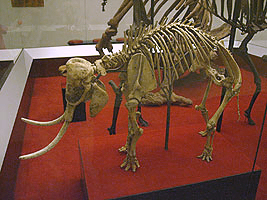
Scheletro di un elefante nano di Creta

Sono state avanzate diverse ipotesi per spiegare questo processo: la più plausibile è quella secondo la quale le minori dimensioni consentono di sopravvivere in ambienti con risorse limitate, come lo possono essere, per l'appunto, le isole.

## Casi di nanismo insulare
- Il Mammut delle Channel Islands, che visse sull'isola preistorica di Santa Rosae, nelle attuali Channel islands in California.
- Il piccolo Mammut dell'isola di Wrangel, vissuto sull'omonima isola in Siberia.
- Varie specie di mammut o elefante nano sono vissute in passato sulle isole del Mediterraneo: Creta, Malta, Cipro, Sicilia e Sardegna, nonché su Cicladi e Dodecaneso.
- Due specie di ominidi vissute nelle isole del Sud-Est asiatico, l'Homo floresiensis a Flores (Indonesia), e l'Homo luzonensis a Luzon (Filippine).
- Vari dinosauri, fra cui Tethyshadros ritrovato in Italia, Europasaurus (recentemente elevato a specie), il Magyarosaurus, il Zalmoxes e il Telmatosaurus di Hațeg, lo Struthiosaurus e l'Australovenator.
- L'Urocione delle Channel islands, sempre in California.
- La quasi sconosciuta volpe di Cozumel.
- Il Lupo di Honshū, in Giappone.
- La tigre di Bali.
- Il procione di Cozumel.
- La capra delle caverne balearica, vissuta a Maiorca e Minorca.
- La bertuccia nana vissuta in Sardegna nel Pleistocene inferiore.
- Il Nesogoral, vissuto in Sardegna.
- Il carabao e gli Anoa delle Filippine.
- Varie specie preistoriche di ippopotamo, vissute sulle isole del Mediterraneo e in Madagascar nel Pleistocene.
- Il sambar delle Filippine e varie altre specie di cervidi nani estinti, come Candiacervus ropalophorus di Creta, Cervus astylodon delle Ryūkyū, Hoplitomeryx nel Gargano.
- Il rallo di Inaccessible dell'isola di Inaccessible nell'arcipelago Tristan da Cunha, e il rallo di Laysan dell'omonima isola.
- Il Chirocefalo del Marchesoni, un crostaceo branchiopode della famiglia Chirocephalidae e del genere Chirocephalus, endemico del lago di Pilato, un piccolo specchio d'acqua di origine glaciale racchiuso nel massiccio del Monte Vettore, nel Parco nazionale dei Monti Sibillini.